# Metal Ligaen 2019/20
Die Metal-Ligaen-Saison 2019/20 war die 63. Spielzeit seit Gründung der höchsten Spielklasse im dänischen Eishockey, die seit 2014 Metal Ligaen heißt. Die Hauptrunde findet  vom 6. September 2019 bis zum 10. März 2020 statt. Titelverteidiger sind die Rungsted Seier Capital. Die Metal Ligaen wird in der Champions Hockey League durch Rungsted Seier Capital und im Continental Cup durch SønderjyskE Ishockey vertreten.

## Teilnehmer
| Klub                      | Ort           | Hauptrunde 2018/19 | Play-offs 2019 | Arena                | Kapazität |
| ------------------------- | ------------- | ------------------ | -------------- | -------------------- | --------- |
| Aalborg Pirates           | Aalborg       | 4.                 | Vierter        | Bentax Isarena       | 5.000     |
| Esbjerg Energy            | Esbjerg       | 5.                 | Viertelfinale  | Granly Hockey Arena  | 4.200     |
| Frederikshavn White Hawks | Frederikshavn | 3.                 | Dritter        | Nordjyske Bank Arena | 4.000     |
| Herlev Eagles             | Herlev        | 8.                 | Viertelfinale  | Herlev Skøjtehal     | 1.740     |
| Herning Blue Fox          | Herning       | 6.                 | Viertelfinale  | KVIK Hockey Arena    | 3.000     |
| Odense Bulldogs           | Odense        | 9.                 | -              | Odense Isstadion     | 3.280     |
| Rungsted Seier Capital    | Rungsted      | 1.                 | Meister        | Bitcoin Arena        | 2.460     |
| Rødovre Mighty Bulls      | Rødovre       | 7.                 | Viertelfinale  | Rødovre Skøjte Arena | 3.600     |
| SønderjyskE Ishockey      | Vojens        | 2.                 | Zweiter        | Frøs Arena           | 5.000     |

Quelle:  Eliteprospects.com

## Modus
In der Hauptrunde absolvieren die neun Vereine eine doppelte Dreifachrunde mit 48 Spielen pro Klub. Die besten acht Mannschaften der Hauptrunde qualifizieren für das Viertelfinale. Ab dieser Saison wird der Modus in den Playoffs geändert. Anstatt sich den Gegner wählen zu dürfen, wird nach folgendem Schema verfahren: 1. gegen 8., 2. gegen 7., 3. gegen 6. und 4. gegen 5.  Alle Play-off-Spiele vom Viertelfinale bis hin zum Finale werden im Modus Best-of-Seven ausgetragen.
Es gibt drei Punkte für einen Sieg in der regulären Spielzeit, zwei Punkte für einen Sieg nach Verlängerung oder Penaltyschießen und einen Punkt für eine Niederlage nach Verlängerung oder Penaltyschießen.
Die besten 4 Mannschaften nach 16 Spielen nehmen am Metal Final4 teil. Dort wird der dänische Eishockeypokal ab dem 31. Januar und 1. Februar 2020 ausgespielt.

## Hauptrunde

### Kreuztabelle
| Heimmannschaft                                                    | Gastmannschaft    | Gastmannschaft | Gastmannschaft | Gastmannschaft | Gastmannschaft    | Gastmannschaft      | Gastmannschaft | Gastmannschaft | Gastmannschaft      | Gastmannschaft | Gastmannschaft |
| Heimmannschaft                                                    | Esbjerg           | Fr.havn        | Herlev         | Herning        | Odense            | Rungsted            | Rødovre        | Sønderj.       | Aalborg             |                |                |
| ----------------------------------------------------------------- | ----------------- | -------------- | -------------- | -------------- | ----------------- | ------------------- | -------------- | -------------- | ------------------- | -------------- | -------------- |
| Esbjerg Energy                                                    |                   | 6:1 0:4 3:1    | 1:4 5:3        | 3:2 1:4 1:5    | 3:4 n. V. 3:2     | 1:2 4:1             | 3:1 4:1        | 4:5 n. P. 0:3  | 2:3 n. P.           |                |                |
| Frederikshavn White Hawks                                         | 7:1 3:2 n. V.     |                | 7:3 2:1 n. P.  | 3:5 3:4        | 2:0 6:2           | 2:3 8:2             | 1:0 1:4        | 2:0 1:2        | 2:4 1:7             |                |                |
| Herlev Eagles                                                     | 3:2 n. P. 1:4     | 2:4 1:4 3:2    |                | 5:2 2:5        | 4:3 n. P. 7:2     | 3:2 2:5             | 3:4 n. P. 3:2  | 2:3 3:6        | 2:3 n. V. 2:5       |                |                |
| Herning Blue Fox                                                  | 1:4 6:2           | 4:6 5:7        | 5:6 n. V. 3:6  |                | 7:0 3:2           | 3:2 n. P. 4:3 n. P. | 0:3 8:0        | 4:1 2:1        | 3:2 n. P. 0:4       |                |                |
| Odense Bulldogs                                                   | 2:3 n. V. 1:2     | 4:3 n. V.      | 2:5 1:6        | 2:1 n. P. 2:6  |                   | 1:6 2:6             | 1:3 4:3        | 2:1 1:2        | 1:4 2:5 6:5 n. V.   |                |                |
| Rungsted Seier Capital                                            | 5:2 0:6           | 5:2 2:4        | 3:6 9:0 2:7    | 3:2 1:4        | 4:3 5:4           |                     | 9:5 4:0        | 2:5            | 3:1 3:5             |                |                |
| Rødovre Mighty Bulls                                              | 1:3 3:4 n. V. 4:2 | 0:3 1:4        | 4:1 5:4 n. P.  | 3:0 3:4        | 3:2 n. V. 4:3 1:3 | 4:1 2:3 n. P. 0:2   |                | 1:2 3:2 n. P.  | 2:0 2:1             |                |                |
| SønderjyskE Ishockey                                              | 2:0 1:0 n. P.     | 1:3 5:2        | 5:6 n. V. 4:5  | 1:2            | 4:1 2:0           | 4:5 n. P. 2:3 6:2   | 6:2 5:6 n. V.  |                | 2:3 n. V. 3:4 n. V. |                |                |
| Aalborg Pirates                                                   | 4:2 4:5 n. P.     | 4:2 5:1        | 4:1 3:4 n. V.  | 4:1 2:3 n. P.  | 3:2 6:4           | 5:2 6:3             | 4:1 7:3        | 5:1 4:2        |                     |                |                |
| n. V. – Sieg nach Verlängerung; n. P. – Sieg nach Penaltyschießen |                   |                |                |                |                   |                     |                |                |                     |                |                |

Stand: 16. Januar 2020

Quelle:  Metal Ligaen

### Tabelle
|    | Klub                      | Sp | S  | OTS | OTN | N  | T   | GT  | Pkt | %   | Str | Heim    | Gast    |
| -- | ------------------------- | -- | -- | --- | --- | -- | --- | --- | --- | --- | --- | ------- | ------- |
| 1. | Aalborg Pirates           | 34 | 21 | 4   | 5   | 4  | 131 | 77  | 76  | 75% | 349 | 1-0-0-0 | 1-0-0-0 |
| 2. | Frederikshavn White Hawks | 34 | 17 | 2   | 1   | 14 | 108 | 91  | 56  | 55% | 334 | 1-0-0-0 | 1-0-0-0 |
| 3. | Herning Blue Fox          | 33 | 15 | 4   | 2   | 12 | 112 | 93  | 55  | 56% | 374 | 0-1-0-0 | 1-0-0-1 |
| 4. | SønderjyskE Ishockey      | 33 | 15 | 2   | 6   | 10 | 99  | 86  | 55  | 56% | 415 | 0-0-0-1 | 0-0-0-1 |
| 5. | Esbjerg Energy            | 35 | 14 | 3   | 6   | 12 | 91  | 95  | 54  | 51% | 467 | 1-0-0-0 | 0-0-1-0 |
| 6. | Rungsted Seier Capital    | 35 | 16 | 2   | 2   | 15 | 115 | 120 | 54  | 51% | 318 | 0-0-0-0 | 0-0-1-1 |
| 7. | Herlev Eagles             | 36 | 13 | 5   | 4   | 14 | 120 | 128 | 53  | 49% | 542 | 0-1-0-1 | 0-0-0-1 |
| 8. | Rødovre Mighty Bulls      | 36 | 10 | 5   | 2   | 19 | 85  | 110 | 42  | 39% | 438 | 1-1-0-0 | 0-0-0-1 |
| 9. | Odense Bulldogs           | 34 | 3  | 4   | 3   | 24 | 71  | 132 | 20  | 20% | 483 | 1-0-0-0 | 0-0-1-1 |

Sp = Spiele, S = Siege, N = Niederlagen, OTS = Overtime-Siege, OTN = Overtime-Niederlage, T = Tore, GT = Gegentore, Pkt = Punkte, Str = Strafminuten

Stand: 16. Januar 2020

Quelle:  Metal Ligaen

Erläuterungen: direkte Play-off-Qualifikation Saison beendet

### Zuschauertabelle
|        | Verein                    | Heimspiele | Zuschauer | pro Spiel | Auslastung | +/- 2017/18 | +/- pro Spiel | +/- in % |
| ------ | ------------------------- | ---------- | --------- | --------- | ---------- | ----------- | ------------- | -------- |
| 01.    | Aalborg Pirates           | 17         | 53.039    | 3.120     | 062,4 %    | −3.117      | 312           | 11,11 %  |
| 02.    | SønderjyskE Ishockey      | 17         | 45.476    | 2.675     | 053,5 %    | −13.395     | −269          | −9,14 %  |
| 03.    | Esbjerg Energy            | 18         | 29.920    | 1.662     | 039,58 %   | 13.383      | 835           | 100,97 % |
| 04.    | Herning Blue Fox          | 16         | 26.003    | 1.625     | 054,17 %   | −6.713      | −11           | −0,67 %  |
| 05.    | Frederikshavn White Hawks | 16         | 22.486    | 1.405     | 035,13 %   | −4.420      | 83            | 6,17 %   |
| 06.    | Rødovre Mighty Bulls      | 19         | 19.833    | 1.044     | 029 %      | −5.022      | −186          | −15,12 % |
| 07.    | Rungsted Seier Capital    | 17         | 15.715    | 924       | 037,58 %   | −8.452      | −284          | −23,51 % |
| 08.    | Odense Bulldogs           | 17         | 14.792    | 870       | 026,53 %   | −5.016      | −120          | −12,12 % |
| 09.    | Herlev Eagles             | 18         | 14.297    | 794       | 045,65 %   | −163        | 71            | 9,82 %   |
| Gesamt | Gesamt                    | 155        | 241.921   | 1.561     | 048,35 %   | −32.555     | 37            | 9,62 %   |

Stand: 16. Januar 2020
Quelle:  Metal Ligaen